# سوزان بلوممارت
سوزان بلوممارت (به انگلیسی: Susan Blommaert) (زاده ۱۳ اکتبر ۱۹۴۷) بازیگر آمریکایی است.
از فیلم‌های معروف او می‌توان به بازی در محافظت از تس، برای عشق یا پول و اشک‌های شادی اشاره کرد.